# Miguel Ángel García (zapaśnik)
Miguel Ángel García Ramírez (ur. 28 września 1960 w Madrycie)) – hiszpański zapaśnik walczący w stylu wolnym. Olimpijczyk z Los Angeles 1984, gdzie zajął czternaste miejsce w wadze koguciej. 
Zajął trzynaste miejsce na mistrzostwach świata w 1983. Siódmy na mistrzostwach Europy w 1984 roku.

## Letnie Igrzyska Olimpijskie 1984
| Konkurencja      | Rundy eliminacyjne     | Rundy eliminacyjne | Klas. końcowa |
| Konkurencja      | Przeciwnik I           | Przeciwnik II      | Miejsce       |
| ---------------- | ---------------------- | ------------------ | ------------- |
| 57 kg styl wolny | Graeme Hawkins (NZL) P | Guanbunima (CHN) P | 14.           |